# Хелмс, Эд
Эдвард Пол «Эд» Хелмс (англ. Edward Paul «Ed» Helms; род. 24 января 1974, Атланта, Джорджия, США) — американский актёр кино и телевидения, наиболее известный по роли Стью в комедиях «Мальчишник в Вегасе» (2009), «Мальчишник 2: Из Вегаса в Бангкок» (2011), «Мальчишник: Часть III» (2013) и по роли Энди Бернарда в телесериале «Офис».

## Фильмография
| Год       |    | Русское название                           | Оригинальное название                          | Роль                                 |
| --------- | -- | ------------------------------------------ | ---------------------------------------------- | ------------------------------------ |
| 2011      | с  | Уилфред                                    | Wilfred                                        | Сотрудник собачьего пансиона         |
| 2006—2013 | с  | Офис                                       | The Office                                     | Энди Бернард                         |
| 2008      | ф  | Гарольд и Кумар 2: Побег из Гуантанамо     | Harold & Kumar Escape from Guantanamo Bay      | переводчик                           |
| 2008      | ф  | Знакомьтесь: Дэйв                          | Meet Dave                                      | № 2                                  |
| 2009      | ф  | Ночь в музее 2                             | Night at the Museum: Battle of the Smithsonian | работник «Daley Devices»             |
| 2009      | ф  | Мальчишник в Вегасе                        | The Hangover                                   | Стью Прайс                           |
| 2009      | ф  | Продавец                                   | The Goods: Live Hard, Sell Hard                | Пакстон Хардинг                      |
| 2011      | ф  | Совсем не бабник                           | Cedar Rapids                                   | Тим Липпе                            |
| 2011      | ф  | Мальчишник 2: Из Вегаса в Бангкок          | The Hangover: Part II                          | Стью Прайс                           |
| 2011      | ф  | Джефф, живущий дома                        | Jeff, Who Lives at Home                        | Пэт                                  |
| 2012      | мф | Лоракс                                     | Dr. Seuss’ The Lorax                           | Находкинс                            |
| 2013      | ф  | Мальчишник в Вегасе 3                      | The Hangover. Part III                         | Стью Прайс                           |
| 2013      | ф  | Мы — Миллеры                               | We're the Millers                              | Брэд                                 |
| 2014      | ф  | Драйвер на ночь                            | Stretch                                        | Карл                                 |
| 2014      | с  | Бруклин 9-9                                | Brooklyn Nine-Nine                             | Джек Донгер                          |
| 2015      | ф  | Каникулы                                   | Vacation                                       | Расселл «Расти» Гризвольд            |
| 2015      | ф  | Любите Куперов                             | Love the Coopers                               | Хэнк                                 |
| 2015      | с  | Один процент                               | The One Percent                                | Альфред Мёрфи                        |
| 2017      | мф | Капитан Подштанник: Первый эпический фильм | Captain Underpants: The First Epic Movie       | Бенджамин Крапп / Капитан Подштанник |
| 2018      | ф  | Кто наш папа, чувак?                       | Bastards                                       | Питер                                |
| 2018      | ф  | Ты водишь!                                 | Tag                                            | Хогги                                |
| 2019      | ф  | Корпоративные животные                     | Corporate Animals                              | Брэндон                              |
| 2020      | ф  | Коффи и Карим                              | Coffee & Kareem                                | Джеймс Коффи                         |
| 2021      | мф | Неисправимый Рон                           | Ron's Gone Wrong                               | Грэм Пудовски                        |